# Apyratuca apiculata
Apyratuca apiculata är en skalbaggsart som beskrevs av Maria Helena M. Galileo och Martins 2006. Apyratuca apiculata ingår i släktet Apyratuca och familjen långhorningar. Inga underarter finns listade.